# Giosuè Cattarossi
Giosuè Cattarossi (ur. 23 kwietnia 1863, zm. 3 marca 1944) – włoski duchowny rzymskokatolicki.